# Tai Chi Chuan

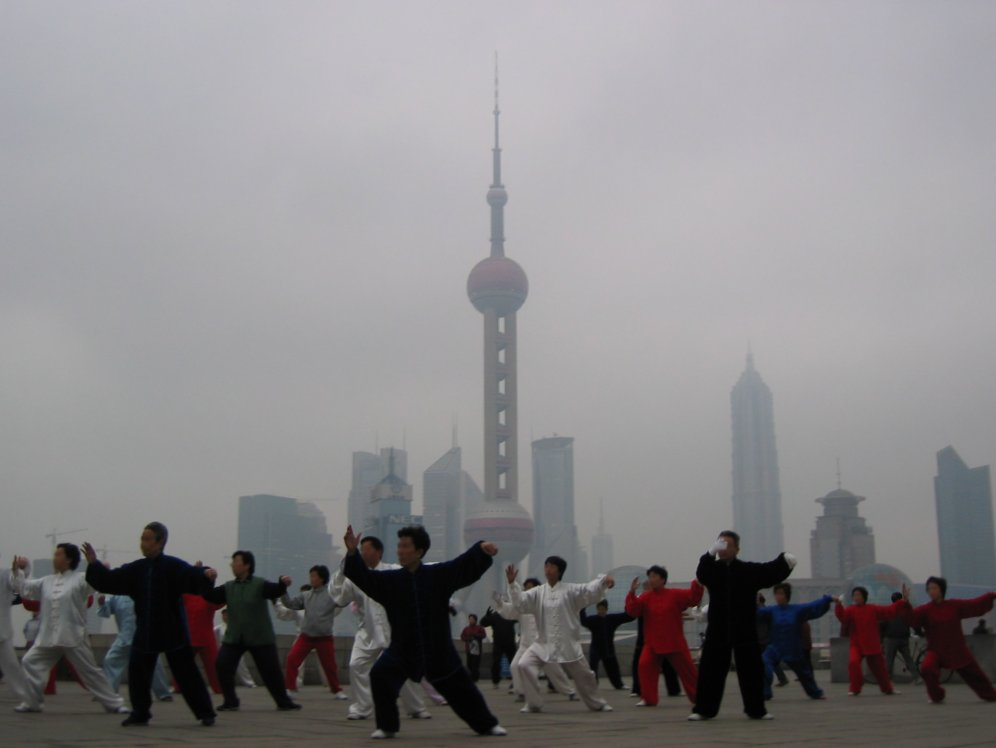
Practică matinală de Taijiquan în Shanghai

Tai Chi Chuan  sau Taijiquan, adesea prescurtată la  T'ai Chi, Taiji or Tai Chi în vorbirea uzuală (Chineză simplificată: 太极拳; Chineză tradițională: 太極拳; pinyin: tàijíquán; Wade-Giles: t'ai chi ch'üan), este una din cele mai eficiente arte marțiale interne, recunoscută în același timp pentru efectele sale benefice asupra sănătății și longevității practicanților. Este în același timp și o meditație în mișcare, practicantul încercând să fie mereu conștient de corpul său și de mediul înconjurător, conducând mișcarea cu mintea într-o stare de relaxare activă și alertă.
Formele de Tai Chi Chuan sunt destinate creșterii forței naturale, creării unei stări superioare de relaxare și răspuns intuitiv la lumea exterioară, dobândirea unor abilități de luptă și aducerii practicantului într-o stare superioară de focalizare, disciplină, echilibru și armonie cu Universul.
Astăzi, t'ai chi ch'uan este răspândit în întreaga lume. Cele mai multe stiluri moderne de t'ai chi ch'uan își au rădăcinile în cel puțin una dintre cele cinci școli tradiționale: Chen, Yang, Wu (Hao), Wu, și Sun.
Cercetările medicale au descoperit dovezi că Tai Chi este util pentru îmbunătățirea echilibrului și pentru sănătatea psihologică generală, și că acesta este asociat cu beneficii generale de sănătate la persoanele în vârstă.

## Istoric
Exerciții calistenice și de respirație se pare că existau încă din anii 1100 î.e.n. Istorisiri despre apariția Tai Chi Chuan-ului au apărut abia mai târziu, când arta era deja larg răspândită. Unele zvonuri spun că ar fi fost creat de Chan Sang-Feng după ce a asistat la lupta dintre un cocor și un șarpe, înglobând mișcările lor într-un stil de luptă care să combine avantajele ambelor, alte zvonuri spun că el ar fi primit inspirația printr-o serie de vise. Alte povești plasează originea Tai Chi Chuan-ului în perioada dinastiei Tang, când generalul Ming a conceput un stil de lutpă pentru soldații imperiali.
Timp de secole întregi arta Tai Chi Chuan-ului a fost ținută secretă și transmisă din generație în generație. Progresul inițiaților era lent și maeștrii cereau plăți uriașe sau servicii în schimbul predării acestei puternice arte marțiale. Răspândirea mai largă a survenit odată cu apariția armelor de foc, odată cu care artele marțiale au început să piardă teren. Armele de foc nu necesită prea multă pregătire și dețin un avantaj major datorită posibilității de a ucide de la distanță chiar și în mâinile unui neprofesionist. Viitorul artelor marțiale părea mai puțin fericit, dar o mare schimbare a survenit când acestea s-au reprofilat concentrându-se asupra beneficiilor aduse sănătății, echilibrului interior sau disciplinei și stăpânirii de sine.

## Principalele stiluri
Practica Tai Chi s-a transmis până în zilele noastre prin trei mari tradiții:
- stilul familiei Chen, cu combinații de tehnici lente și explozive;
- stilul familiei Yang, derivat din stilul Chen în secolul 19, cu un ritm cursiv și uniform;
- stilul familiei Wu, derivat din ambele stiluri menționate, caracterizat prin mișcări subtile ale încheieturilor.

Pe lângă acestea, mai există două stiluri mai puțin cunoscute: Sun, creat de Sun Lu-Tang, ce combină elemente din Hsing I (Xingyi) și Pa Kua (Bagua) cu secvența Tai Chi, și stilul Hao, derivat din stilul Chen în secolul 19, caracterizat prin subtile și complicate mișcări circulare. Există de asemenea stilul Wudang creat la Hong Kong de un maestru numit Cheng Tinhung, fost discipol al școlii Wu dar care nu pretindea că predă vreun anume stil de Tai Chi Chuan.

## Marțialitate și sănătate
Există o tendință prezentă, parțial în Asia, dar mai ales în Occident, de a practica Tai Chi Chuan doar sub o formă de meditație sau dans și de a neglija total aspectul marțial al acestei arte. Se ajunge uneori la o formă de "dans lent" care practic nu mai are nici o legătură cu artele marțiale. În condițiile unei practici corecte, atât cei care practică pentru sănătate cât și cei care practică pentru marțialitate ar trebui să respecte aceleași principii care fac ca Tai Chi-ul să fie o artă practică atât de eficientă.
Tai Chi Chuan îmbină armonios mișcarea cu Qigong-ului, fiind considerată o formă dimanică de Qigong (Daniel Reid). Structura puternică a corpului necesară se dobândește prin practici precum Cămașa de Fier. Echilibrul care permite practicantului să își stăpânească emoțiile în timpul practicii (ca și într-o luptă) se dobândește prin meditațiile taoiste precum Surâsul interior și Cele 6 sunete vindecătoare, iar flexibilitatea necesară pentru executarea liberă a mișcărilor se obține prin exercițiile de Tao Yin.

## Beneficii pentru sănătate
Tai Chi Chuan este unul din cele mai eficiente exercitii de cultivare a sănătății. Prin circularea energiei prin toate meridianele corpului, el ajută la echilibrarea energetică a întregului organism. Deși Qigong-ul este practica cu aplicații terapeutice mai cunoscută (existând chiar și Qigong medical), și prin Tai Chi putem obține aceleași beneficii, mai ales dacă practica dinamică este completată și de exercițiile de respirație, de meditațiile vindecătoare și de exercițiile pentru flexibilitate și întărirea tendoanelor. Fără toate acestea, practicantul nici nu are cum să stăpânească și să execute corect Tai Chi Chuan.
Stimularea sistemului nervos: Prin executarea unor mișcări complexe pe ambele părți, practica Tai Chi-ului stimulează ambele emisfere cerebrale. Coordonarea de o complexitate deosebită a mâinilor, picioarelor combinată cu păstrarea unui echilibru perfect și a unei concentrări desăvârșite ajută practicantul să își dezvolte o minte puternică și alertă.
Îmbunătățirea posturii și a echilibrului: Practicantul învață să păstreze coloana dreaptă în permanență, lăsând-o să fie întinsă de către ascensiunea Chi-ului care este adus în sus cu ajutorul spiralării și pompelor interne. De asemenea, el trebuie să învețe să fie mereu centrat, altfel putând fi împins și doborât ușor de către un adversar. Profesorii care respectă principiile esențiale ale aceste arte, chiar dacă predau pentru sănătate, vor verifica frecvent centrarea și stabilitatea elevilor încercând să-i împingă sau să-i tragă din poziție. Pentru a practica cu adevărat Tai Chi Chuan, o persoană trebuie să fie stabilă și elastică precum o salcie, fiind imposibil de luat prin surprindere indiferent dacă împinge, se retrage, se rotește sau pășește.
Întărirea tendoanelor: Artele marțiale interne care pun accentul pe puterea internă și nu pe forța musculară se bazează pe întărirea tendoanelor. Tendoanele pot genera mult mai multă forță decât mușchii și avantajul este că ele își păstrează elasticitatea și vigoarea până la vârste înaintate, spre deosebire de mușchi care tind să se atrofieze odată cu înaintarea în vârstă.
Îmbunătățirea respirației: Respirația este esențială în lucrul cu Chi - în limba chineză, Chi înseamnă atât respirație cât și energie. Practicantul inspiră atunci când se retrage și expiră atunci când avansează sau lovește, respirația fiind expresia balansului Yin și Yang și cheia puterii interne și a echilibrului emoțional și mental.
Îmbunătățirea sănătății mintale: Mai multe studii clinice efectuate in China au demonstrat efecte ca reducerea anxietatii și a simptomelor depresive, atat somatice, cât și psihologice, precum si reducerea impactului psihologic negativ al dezastrelor naturale.

## Principii
Doar câteva din cele mai importante principii ar fi următoarele:
- Înrădăcinarea în fiecare mișcare: Înrădăcinarea înseamnă a fi mereu conectat cu pământul. Ascensionarea energiei prin corp și manifestarea ei prin mișcările membrelor necesită o bună conectare la pământ. Taiji-ul dezvoltă abilitatea de a rămâne înrădăcinat în fiecare mișcare și chiar și în mersul normal de toate zilele. Principala practică prin care se cultivă înrădăcinarea fizică și energetică este Cămașa de fier, iar înrădăcinarea psihică se cultivă prin meditație. 
Taiji-ul ca artă marțială este un sistem de luptă superior tocmai datorită acestei înrădăcinări care permite luptătorului să își alinieze și să își conecteze întreaga structură cu pământul, folosind energia pământului și a întregului corp pentru a lovi. De asemenea, el devine aproape imposibil de mișcat din loc.
- Menținerea centrului de gravitate jos în Tantien-ul inferior: Acest lucru ajută la menținerea echilibrului. Copiii își încep viața având centrul de greutate foarte jos. Apoi învață mersul în picioare și pe măsură ce cresc, din cauza problemelor și îngrijorărilor, centrul de greutate urcă din ce în ce mai mult. La adulți ajunge să fie undeva între abdomen și piept și pentru vârsnici, acesta se află de multe ori în cap, motiv pentru care ei încep să meargă aplecați și se dezechilibrează ușor. Practicantul de Taiji trebuie să învețe să-și coboare din nou centrul de greutate în abdomenul inferior, unde este localizat Tantien-ul inferior, sediul energiei vitale și locul de unde ar trebui să origineze toate mișcările unui practicant de arte marțiale.
- Respirația profundă, abdominală: Respirația joacă un rol extrem de important în practicile energetice Taoiste. Cuvântul Chi înseamnă atât respirație cât și energie. O respirație calmă, profundă și uniformă este cheia unei minți echilibrate și a echilibrului emoțional. De asemenea, respirația ajută la acumularea Chi-ului în Tantien și descărcarea lui prin lovituri în eventualitatea unei lupte.
Respirația abdominală este deseori greșit înțeleasă ca inspirarea aerului în admomen. De fapt, aerul nu poate fi inspirat decât în plămâni. Respirația abdominală înseamnă respirația menținând abdomenul relaxat, ceea ce permite diafragmei să coboare mai ușor, aceasta făcând loc aerului să intre în zonele inferioare ale plămânilor. Mișcarea diafragmei ar trebui să furnizeze 75% din capacitatea respiratorie, în timp ce mușchii intercostali și cutia toracică, doar 25%.
- Deschiderea articulațiilor prin rotire: Taoiștii privesc încheieturile ca pe centre energetice unde Chi-ul poate fi stocat și generat. Prin mișcări subtile de rotire a încheieturilor se poate genera energie în tendoane, în timp ce mișcările ample antrenează forța mușchilor. Atunci când energia în tendoane atinge un anumit nivel, ea se revarsă în oase, întărind întreaga structură osoasă.
- Integrarea întregii structuri și spiralarea forței pământului: Energia pământului urcă pe coloană atunci când practicantul poate să facă trei lucruri simultan: relaxarea picioarelor; conectarea cu forța pământului, rotirea labelor picioarelor și împingerea în pământ. Apoi energia urcă de-a lungul coloanei și coboară apoi prin fața corpului, unde este preluată și descărcată de mâini.
- Diferențierea clară a Yin-ului și a Yang-ului: În timpul execuției formei de Tai Chi, practicantul trebuie să alterneze clar între plin și gol, avansare și retragere, mișcări de împingere și mișcări de retragere, corelând această alternanță cu respirația. Mișcările de atac, împingere sau lovire se fac pe exhalație iar mișcările de tragere, retragere sau adunare se fac pe inhalație. De asemenea, practicantul încearcă să aibă mereu greutatea fie pe un picior fie pe celălalt atunci când avansează. Astfel piciorul pe care se găsește greutatea corpului este Yang iar cel liber este Yin. În felul acesta se evită oboseala, forma de Tai Chi putându-se repeta ore în șir fără oboseală. Execuția Tai Chi-ului înseamnă și exprimarea Yin-ului și a Yang-ului, practicantul avansat fiind capabil să exprime prin toată ființa lui Yang-ul (duritatea, hotărârea) atunci când avansează și apoi relaxându-se și adunându-se în interior pe mișcările de retragere.

## Tai Chi Chuan în cultura populară
Multe din filmele lui Jet Li au ilustrat eficiența în luptă a acestei arte marțiale devastatoare. Exemple ar fi:
- Crouching Tiger, Hidden Dragon
- Tai Chi Master (cunoscut și ca Twin Warriors)